# Diego Gonçalves
Diego Gonçalves (Guarujá, 22 settembre 1994) è un calciatore brasiliano, attaccante del Criciúma.

## Carriera
Ha giocato nella massima serie dei campionati portoghese e brasiliano.